# Blang Preh (Seunagan Timur)
Blang Preh is een bestuurslaag in het regentschap Nagan Raya van de provincie Atjeh, Indonesië. Blang Preh telt 296 inwoners (volkstelling 2010).